# Plegafulles llistat
El plegafulles llistat (Thripadectes holostictus) és una espècie d'ocell de la família dels furnàrids (Furnariidae).

## Hàbitat i distribució
Habita el sotabosc de la selva humida, localment als Andes, des de Colòmbia i sud-oest de Veneçuela, cap al sud, a través de l'est d'Equador i el Perú fins l'oest de Bolívia.